# Sovětský svaz na Letních olympijských hrách 1964
Sovětský svaz na Letních olympijských hrách 1964 v japonském Tokiu reprezentovala výprava 317 sportovců, z toho 254 mužů a 63 žen v 19 sportech.

## Medailisté
| Medaile | Jméno | Sport                | Disciplína                            |
| ------- | --- | -------------------- | ------------------------------------- |
| Zlato   | Larisa Latyninová | Sportovní gymnastika | Ženy prostná                          |
| Zlato   | Boris Šachlin | Sportovní gymnastika | Muži hrazda                           |
| Zlato   | Larisa Latyninová Polina Astachovová Tamara Maninová Jelena Volčecká Tamara Zamotajlovová Ljudmila Gromovová | Sportovní gymnastika | Družstvo žen                          |
| Zlato   | Polina Astachovová | Sportovní gymnastika | Ženy bradla                           |
| Zlato   | Tamara Pressová | Atletika             | Ženy hod diskem                       |
| Zlato   | Romuald Klim | Atletika             | Muži hod kladivem                     |
| Zlato   | Valerij Brumel | Atletika             | Muži skok vysoký                      |
| Zlato   | Irina Pressová | Atletika             | Ženy pětiboj                          |
| Zlato   | Tamara Pressová | Atletika             | Ženy vrh koulí                        |
| Zlato   | Stanislav Stěpaškin | Box                  | Muži Pérová váha do 57 kg             |
| Zlato   | Boris Lagutin | Box                  | Muži lehkotěžká váha do 71 kg         |
| Zlato   | Valerij Popenčenko | Box                  | Muži váha střední do 75 kg            |
| Zlato   | Andrej Chimič Stěpan Oščepkov | Kanoistika           | Muži C-2 1000 m                       |
| Zlato   | Ljudmila Pinajevová | Kanoistika           | Ženy K-1 500 m                        |
| Zlato   | Nikolaj Chužikov Anatolij Grišin Vjačeslav Ionov Vladimir Morozov | Kanoistika           | Muži K-4 1000 m                       |
| Zlato   | Grigorij Kriss | Šerm                 | Muži kord                             |
| Zlato   | Viktor Ždanovič Jurij Šarov Jurij Sisikin German Svěšnikov Mark Midler | Šerm                 | Družstvo mužů fleret                  |
| Zlato   | Boris Melnikov Nugzar Asatiani Mark Rakita Jakov Rylskij Umar Mavlichanov | Šerm                 | Družstvo mužů šavle                   |
| Zlato   | Albert Mokejev Igor Novikov Viktor Minejev | Moderní pětiboj      | Družstvo mužů                         |
| Zlato   | Oleg Ťurin Boris Dubrovskij | Veslování            | Muži dvojskif                         |
| Zlato   | Vjačeslav Ivanov | Veslování            | Muži skif                             |
| Zlato   | Galina Prozumenščikovová | Plavání              | Ženy 200 m prsa                       |
| Zlato   | Jurij Česnokov Jurij Vengerovskij Eduard Sibirjakov Dmitrij Voskobojnikov Važa Kačarava Stanislav Lugajlo Vitalij Kovalenko Jurij Pojarkov Ivans Bugajenkovs Nikolaj Burobin Valerij Kalačichin Georgij Mondzolevskij | Volejbal             | Turnaj mužů                           |
| Zlato   | Leonid Žabotinskij | Vzpírání             | Muži těžká váha +90 kg                |
| Zlato   | Alexej Vachonin | Vzpírání             | Muži bantamová váha do 56 kg          |
| Zlato   | Rudolf Pljukfelder | Vzpírání             | Muži lehkotěžká váha do 82,5 kg       |
| Zlato   | Vladimir Golovanov | Vzpírání             | Muži polotěžká váha do 90 kg          |
| Zlato   | Alexandr Ivanickij | Zápas                | muži, volný styl nad 97 kg            |
| Zlato   | Alexandr Medveď | Zápas                | muži, volný styl do 97 kg             |
| Zlato   | Anatolij Kolesov | Zápas                | muži, řecko-římský do 78 kg           |
| Stříbro | Tamara Maninová | Sportovní gymnastika | Ženy kladina                          |
| Stříbro | Viktor Lisickij | Sportovní gymnastika | Muži prostná                          |
| Stříbro | Polina Astachovová | Sportovní gymnastika | Ženy prostná                          |
| Stříbro | Jurij Titov | Sportovní gymnastika | Muži hrazda                           |
| Stříbro | Boris Šachlin | Sportovní gymnastika | Muži víceboj – jednotlivci            |
| Stříbro | Viktor Lisickij | Sportovní gymnastika | Muži víceboj – jednotlivci            |
| Stříbro | Larisa Latyninová | Sportovní gymnastika | Ženy víceboj – jednotlivci            |
| Stříbro | Boris Šachlin Jurij Titov Viktor Lisickij Jurij Capenko Sergej Diomidov Viktor Leonťjev | Sportovní gymnastika | Družstvo mužů                         |
| Stříbro | Viktor Lisickij | Sportovní gymnastika | Muži přeskok                          |
| Stříbro | Larisa Latyninová | Sportovní gymnastika | Ženy přeskok                          |
| Stříbro | Rein Aun | Atletika             | Muži desetiboj                        |
| Stříbro | Oleg Fedosejev | Atletika             | Muži trojskok                         |
| Stříbro | Valdis Muižnieks Nikolaj Baglej Armenak Alachachian Alexandr Travin Vjačeslav Chrynin Jānis Krūmiņš Levan Mosešvili Jurij Kornějev Alexandr Petrov Gennadij Volnov Jaak Lipso Juris Kalniņš                           | Basketbal            | Turnaj mužů                           |
| Stříbro | Velikton Barannikov | Box                  | Muži lehká váha do 60 kg              |
| Stříbro | Jevgenij Frolov | Box                  | Muži velterová váha do 63,5 kg        |
| Stříbro | Rikardas Tamulis | Box                  | Muži váha lehká střední do 67 kg      |
| Stříbro | Alexej Kiseljov | Box                  | Muži Váha polotěžká do 81 kg          |
| Stříbro | Imant Bodnieks Viktor Logunov | Cyklistika           | Muži 2000 m tandem                    |
| Stříbro | Ljudmila Šišovová Valentina Prudskovová Valentina Rastvorovová Taťjana Samusenková Galina Gorochovová | Šerm                 | Družstvo žen fleret                   |
| Stříbro | Igor Novikov | Moderní pětiboj      | Muži jednotlivci                      |
| Stříbro | Šota Kveliašvili | Sportovní střelba    | Muži 300 m rifle tři pozice           |
| Stříbro | Pāvels Seņičevs | Sportovní střelba    | Muži trap                             |
| Stříbro | Georgij Prokopenko | Plavání              | Muži 200 m prsa                       |
| Stříbro | Antonina Ryzhova Astra Biltauer Ninel Lukanina Lyudmila Buldakova Nelli Abramova Tamara Tikhonina Valentina Kamenek-Vinogradova Inna Ryskalová Marita Katusheva Tatyana Roshchina Valentina Mishak Lyudmila Gureeva   | Volejbal             | Turnaj žen                            |
| Stříbro | Jurij Vlasov | Vzpírání             | Muži těžká váha do 110 kg             |
| Stříbro | Vladimir Kaplunov | Vzpírání             | Muži lehká váha do 67,5 kg            |
| Stříbro | Viktor Kurencov | Vzpírání             | Muži střední váha do 75 kg            |
| Stříbro | Guliko Sagaradze | Zápas                | muži, volný styl do 78 kg             |
| Stříbro | Anatolij Roščin | Zápas                | muži, řecko-římský nad 97 kg          |
| Stříbro | Vladlen Trostjanskij | Zápas                | muži, řecko-římský do 57 kg           |
| Stříbro | Roman Rurua | Zápas                | muži, řecko-římský do 63 kg           |
| Bronz   | Larisa Latyninová | Sportovní gymnastika | Ženy kladina                          |
| Bronz   | Polina Astachovová | Sportovní gymnastika | Ženy víceboj – jednotlivci            |
| Bronz   | Jurij Capenko | Sportovní gymnastika | Muži kůň našíř                        |
| Bronz   | Boris Šachlin | Sportovní gymnastika | Muži kruhy                            |
| Bronz   | Larisa Latyninová | Sportovní gymnastika | Ženy bradla                           |
| Bronz   | Anatolij Michajlov | Atletika             | Muži 110 m překážek                   |
| Bronz   | Vladimir Golubničij | Atletika             | Muži chůze 20 km                      |
| Bronz   | Ivan Běljajev | Atletika             | Muži 3000 m steeplechase              |
| Bronz   | Taisija Čenčiková | Atletika             | Ženy skok vysoký                      |
| Bronz   | Jānis Lūsis | Atletika             | Muži hod oštěpem                      |
| Bronz   | Jelena Gorčakovová | Atletika             | Ženy hod oštěpem                      |
| Bronz   | Igor Ter-Ovanesjan | Atletika             | Muži skok do dálky                    |
| Bronz   | Taťána Ščelkanovová | Atletika             | Ženy skok do dálky                    |
| Bronz   | Galina Bystrovová | Atletika             | Ženy pětiboj                          |
| Bronz   | Galina Zybinová | Atletika             | Ženy vrh koulí                        |
| Bronz   | Viktor Kravčenko | Atletika             | Muži trojskok                         |
| Bronz   | Vadim Jemeljanov | Box                  | Muži Váha těžká do 81 kg              |
| Bronz   | Stanislav Sorokin | Box                  | Muži Váha muší do 51 kg               |
| Bronz   | Jevgenij Peňajev | Kanoistika           | Muži C-1 1000 m                       |
| Bronz   | Galina Alexejevová | Skoky do vody        | Ženy věž 10 m                         |
| Bronz   | Sergej Filatov | Jezdectví            | Drezura - jednotlivci                 |
| Bronz   | Sergej Filatov Ivan Kizimov Ivan Kalita | Jezdectví            | Drezura - družstvo                    |
| Bronz   | Guram Kostava | Šerm                 | Muži kord                             |
| Bronz   | Umar Mavlichanov | Šerm                 | Muži šavle                            |
| Bronz   | Anzor Kiknadze | Judo                 | Muži nad 80 kg                        |
| Bronz   | Parnaoz Čikviladze | Judo                 | Muži nad 80 kg                        |
| Bronz   | Oleg Stěpanov | Judo                 | Muži do 68 kg                         |
| Bronz   | Aron Bogoľubov | Judo                 | Muži do 68 kg                         |
| Bronz   | Albert Mokejev | Moderní pětiboj      | Muži jednotlivci                      |
| Bronz   | Svetlana Babanina | Plavání              | Ženy 200 m prsa                       |
| Bronz   | Tatyana Savelyeva Svetlana Babanina Tatyana Devyatova Natalya Ustinova | Plavání              | Ženy štafeta 4 × 100 m polohový závod |
| Bronz   | Igor Grabovsky Vladimir Kuzněcov Boris Grišin Boris Popov Nikolai Kalashnikov Zenon Bortkevich Nikolaj Kuzněcov Vladimir Semjonov Viktor Ageev Leonid Osipov Eduard Jegorov                                           | Vodní pólo           | Turnaj mužů                           |
| Bronz   | Ajdin Ibragimov | Zápas                | muži, volný styl do 57 kg             |
| Bronz   | Nodar Chochašvili | Zápas                | muži, volný styl do 63 kg             |
| Bronz   | Davit Gvanceladze | Zápas                | muži, řecko-římský do 70 kg           |